# Ju-on Shiroi Roujo
Ju-on: Shiroi Roujo (呪怨: 白い老女 lit. La maldición: La Anciana de Blanco?) es la primera de dos películas conmemorativas realizadas con motivo del décimo aniversario de la saga de terror japonesa Ju-on. La segunda película se tituló Ju-on: Black Ghost. Ambas fueron escritas por Takashi Shimizu y se estrenaron el 27 de junio de 2009 en Japón.

## Argumento
Akane es una chica que tiene poderes extrasensoriales atormentada por la pérdida de sus seres queridos. Ella comienza a ver a una niña fantasma que llevaba la misma ropa de escuela que ella y tiene la sensación de que se trata del alma de su mejor amiga, asesinada 7 años atrás. 
Como todas las películas de Ju-on, esta también se divide en viñetas. Esta película contiene 8 viñetas.

### Fumiya (フミヤ)
La película comienza con Fumiya Hagimoto, un repartidor adolescente de una pastelería, es enviado a hacer un pedido en un barrio de Nishiogi. Al llegar a la casa, llama desde afuera pero nadie sale a recibirlo por lo que decide irse, la puerta se abre y se ve una persona alejándose de la entrada, por lo que Fumiya decide entrar para dejar el encargo. Una vez adentro, una mujer aparece diciéndole que pronto irá a pagarle y a recoger el encargo. Unos minutos después, Fumiya oye a la misma mujer decirle lo mismo una y otra vez. Al pensar que se trataba de una broma decide ir a la cocina a investigar pero no encuentra a nadie, al entrar al baño ve que la bañera tenía rastros de incineración y empieza a tener un mal presentimiento, es justo cuando una niña pasa por detrás de él y decide perseguirla hasta el segundo piso. Fumiya ve a la niña entrar a su cuarto y al seguirla no ve a nadie, pero encuentra un cadáver sobre la cama, decapitado y lleno de sangre. Fumiya, de la impresión, se cae por las escaleras y escucha a la mujer del principio decirle lo mismo que antes. Al investigar la cocina de nuevo, encuentra a dicha mujer asesinada de una puñalada al lado del refrigerador. Fumiya decide escapar de la casa pero al darse vuelta descubre algo terrible.

### Hajime (柏木)
Hajime Kashiwagi, un taxista del área metropolitana, lleva a su hija Akane a la escuela, al ser el último día de clases propone llevarla hasta la puerta de la escuela pero ella se niega. Antes de bajar, Akane toca algo en el asiento trasero, una sustancia similar a la sangre pero pegajosa. Luego de dejar a su hija, Hajime intenta limpiar el asiento trasero del taxi, pero la mancha no se borra con nada. Hajime recibe un llamado de la central, la operadora le dice que la policía lo está buscando porque el día anterior había llevado a un pasajero que era el principal sospechoso de una masacre de una familia. Hajime decide ir a la central a ver que ha sucedido. Cuando está por partir, Hajime ve un bolso en la parte trasera y decide ver que hay dentro, al revisarlo se encuentra con la cabeza de una niña.

### Akane (あかね)
Han pasado 7 años desde que Hajime Kashiwagi desapareció misteriosamente. Su hija Akane, ahora de 16 años, se lamenta ya que no valoraba mucho a su padre cuando era niña y nunca pudo decirle cuanto lo quería. Akane tiene poderes extrasensoriales, puede ver y sentir a los espíritus del más allá pero nunca ha presentido nada sobre su padre. Sus amigas, Miyuki y Ayami, deciden utilizar una ouija para hacer contacto con el espíritu de Hajime, pero en vez de eso logran invocar al espíritu de una niña llamada Mirai. Akane ve al fantasma de esta niña al lado de ellas y decide escapar de la salón. Dos horas después, Miyuki y Ayami la llaman pero no le contesta a ninguna, es cuando Ayami recuerda haber olvidado algo en el salón de clases y le dice a Miyuki que la espere. Miyuki entra al baño de mujeres cuando ve a la misma niña pasar por detrás de ella, entrando a la última caseta del baño. Al revisar, Miyuki no encuentra a nadie, pero al cerrar la puerta, es sorprendida por una horrible anciana de blanco.

### Isobe (磯部)
Isobe Kentaro, un empresario de importante prestigio e integrante de una familia de gran importancia en Tokio, decide mudarse a la tranquila ciudad de Nishiogi con su familia, integrada por; Miho (su segunda esposa), Haru (su madre), Atsuji (su hijo mayor), Atsuko (su segunda hija) y Mirai (su hija menor). Al llegar a la casa, la familia queda sorprendida por lo grande que es y por la gran cantidad de habitaciones que posee. Atsuji tiene una sensación extraña al entrar en la casa y ve a una mujer vestida de blanco en una de las habitaciones y decide seguirla. Miho encuentra una foto en la cocina de la Familia Saeki (esté hecho no es explicado en ningún momento de la película). Mirai también siente algo extraño en la casa y decide seguir a Atsuji a la habitación del fondo. Miho y Atsuko se preguntan cómo es que una casa tan elegante sea vendida a un precio tan bajo, a lo que Atsuko sugiere que tal vez alguien haya muerto en esa casa. Atsuji encuentra un espejo cubierto por una sábana y al quitársela siente la necesidad de tocar el espejo. Un brazo sale del espejo y toma a Atsuji que logra sacárselo de encima. Mirai aparece y le pregunta si está todo bien. Él no responde y abandona la habitación en silencio. La cámara muestra a ambos irse de la habitación y girando lentamente hasta el espejo, donde se puede ver a la figura de Atsuji.

### Chiho (千穂)
Fumiya logra salir con vida de la casa después de haber sido atacado por una anciana de blanco. Mientras espera en la estación de policía, su novia, Chiho Tanemura, aparece para acompañarlo a su departamento. Al llegar a su departamento, Chiho le invita un pastel que ella misma ha preparado para ambos pero Fumiya, que aún sigue desconcertado por lo que ha visto en esa casa, no se siente en condiciones de comer y decide ir al baño, Chiho lo sigue. Chiho le regala una caja musical diciéndole que si se sentía amenazado, solo la abriera para sentirse tranquilo, Chiho lo abraza para tranquilizarlo pero Fumiya se da cuenta de que su novia se había convertido en la anciana de blanco que había visto en la casa. Fumiya la encierra en el baño pero el espíritu de la anciana logra escapar para perseguirlo. Es cuando Fumiya toma un cuchillo, que iba a utilizar Chiho para cortar el pastel, y apuñala a la anciana en el cuello. Luego se ve que en realidad esta alucinando, y ha apuñalado a Chiho. A pesar de ver que era Chiho, Fumiya decide apuñalarla muchas veces más mientras la caja musical que Chiho le ha regalado suena en el suelo.

### Mirai (ミライ)
Volviendo al pasado, se puede ver a Akane de niña pasando por la casa donde se habían cometido los asesinatos. Su amiga Mirai aparece y la invita pasar. Mirai le comenta que están pasando cosas extrañas desde que llegaron a la casa (como que Atsuji la tocaba sexualmente en varias ocasiones). La abuela Haru aparece con una pelota de basketball en sus manos, mirando mal a Akane (ya que esta tiene poderes extrasensoriales) pero ella no le hace caso. Mirai le dice que su abuela se disfrazaba de una mujer con kimono y Akane le dice que debe salir de esa casa pues algo terrible le podría suceder. En ese momento, Atsuji aparece y toma a Akane sacándola de la casa. Luego lleva a Mirai a su cuarto y le dice que no puede traer gente a la casa sin antes avisar. Mientras Mirai le grita a Akane desde la ventana que la ayude, la abuela Haru entra en la habitación y le dice a Atsuji que la tome como si fuese su mujer. Atsuji la empuja diciéndole que está loca y huye a su habitación. En ese momento, se puede ver a Toshio Saeki en la parte de abajo maullando a un perro de juguete.

### Yasukawa (安川)
Un joven detective llamado Kawabato estaba revisando unos archivos en una caja dirigida al forense. Mientras el leía unos documentos, una extraña cinta de grabación aparece en el suelo y decide reproducirla en una grabadora. Su compañero, el detective Yasukawa, entra al cuarto donde estaba y al escuchar la cinta decide sacarla de la grabadora y destruirla. Kawabato, que estaba desconcertado mientras escuchaba la grabación, pregunta que había pasado y Yasukawa le responde que no era seguro hablar sobre esa grabación ahí y deciden y a la azotea del edificio. Una vez ahí, le cuenta que hace 7 años una familia había sido asesinada y el sospechoso de haber cometido la masacre se había suicidado pero antes grabó en una cinta el momento de su muerte diciendo sus últimas palabras. Kawabato sigue sin entender, a lo que Yasukawa le comenta que él y, su compañera, Makabe, estaban investigando el caso de esa familia. Makabe había encontrado la cinta del sospechoso y al momento de escucharla desapareció, días después fue encontrada muerta en su casa. Yasukawa le dice que en esa cinta se escuchaba la voz de una niña que jamás fue encontrada, llegando a la conclusión de que esa grabación estaba maldita y el que la escuchara tendría un desenlace fatal. Kawabato le dice que va a investigar el caso pero Yasukawa le advierte que no haga nada. Luego Yasukawa dice que se mudará a un pueblo en las montañas ya que se retiraría de la policía. Kawabato abre una caja que contenía todos los delitos de masacres sin explicación de todo Japón (entre los que aparece el de la familia Saeki), momento en el que aparece la cinta de nuevo en su escritorio, reproduciéndose sola y escuchándose las palabras de una niña, los ojos de Kawabato se ponen inexpresivos al escucharla.

### Atsushi (篤)
En esta viñeta se revelan todos los secretos de la película. Atsuji ha reprobado por segunda vez el examen de ingreso a la universidad, por lo que su padre esta enojado y decide que lo enviará al ejército. Atsuji se encierra en su cuarto escuchando canciones de Ludwig van Beethoven. Mientras Miho pide un pastel navideño, diciendo que llegará a la mañana siguiente, Atsuko se burla de que Atsuji haya reprobado y la abuela Haru comienza a maquillarse de forma muy extraña. Atsuji escucha una voz que le llama e inmediatamente es poseído por el espíritu de la dama de blanco. Mirai se percata de esto y se esconde en su habitación. Atsuji toma un bate de béisbol y golpea a Isobe mientras duerme, al punto de romperle la cabeza y matarlo. Luego baja, toma una cuerda y ahorca a la abuela Haru, que muere con la pelota de basketball en sus manos. Miho le dice a Haru que pronto irá a atenderla (lo mismo que le decía a Fumiya al principio de la película). Atsuji entra en la cocina y al ver a Miho en el refrigerador decide apuñalarla por la espalda. Luego va a ver a Atsuko, que está mirando televisión en la sala, esta le responde agresivamente y Atsuji la toma del cabello, la arrastra por el piso hasta llegar al baño, metiéndola en la bañera y luego de echarle gasolina encima, toma un encendedor y lo arroja, quemándola viva. Finalmente sube a la habitación de Mirai y la arroja sobre la cama, y la decapita con un machete ella le suplica llorando que no le haga daño. Luego toma su mochila y allí guarda la cabeza de Mirai. Atsuji vuelve en sí y, al ver todo lo que ha hecho mientras está poseído, decide tomar una decisión contundente. Atsuji toma un taxi, cuyo conductor era Hajime Kashiwagi, demostrando que Atsuji era el pasajero que estaba buscando la policía. Mientras se detienen un momento y Hajime le pregunta a Atsuji como pasará la Navidad, se puede ver a Fumiya pasar por delante de ellos, dirigiéndose a la casa para entregar el pastel que había pedido Miho. Atsuji termina por ir a un parque y enciende una grabadora donde dice sus últimas palabras: ``Perdóname familia, ya estoy llegando´´. Acto seguido, la cabeza de Mirai le dice: ``Date prisa, tengo miedo´´. Atsuji toma una cuerda y se ahorca en un árbol.
Volviendo al futuro, Akane llega a su departamento donde encuentra una nota de su madre diciendo que llegará tarde del trabajo. Akane comienza a sentir una presencia y en un rincón aparece Mirai que la llama por su nombre. Akane le dice que la perdone por no salvarla de Atsuji y cierra los ojos por un momento. Al abrirlos se da cuenta de que Mirai ha desaparecido y ha dejado el oso de peluche que siempre llevaba con ella, dejando en claro que perdona la vida de quien fue su mejor amiga en la niñez.

## Cronología
En esta sección se detallan lo hechos de la película cronológicamente, como en la película se presentan de una manera no-lineal.
- Isobe Kentaro decide mudarse a la tranquila ciudad de Nishiogi con su familia, integrada por; Miho (su segunda esposa), Haru (su madre), Atsuji (su hijo mayor), Atsuko (su segunda hija) y Mirai (su hija menor).
- Atsuji y Mirai tienen una sensación extraña al entrar en la casa, Atsuji ve a una mujer vestida de blanco en una de las habitaciones y decide seguirla.
- Tiempo después de mudarse, Mirai invita a su mejor amiga, Akane, a su casa. Akane tiene poderes extrasensoriales, que le permiten detectar los malos espíritus, por lo que siente una extraña sensación en la casa.
- Haru, la abuela, comienza a disfrazarse de una mujer con kimono y a maquillarse.
- Atsuji echa a Akane de la casa cuando le dice a Mirai que debe salir de ese lugar lo más pronto posible.
- Atsuji se excusa diciendo que Mirai no puede traer personas a la casa sin avisar, la abuela Haru aparece y le dice que la tome como si fuera su mujer, Atsuji huye a su habitación.
- Akane se preocupa por Mirai, pues sabe que algo malo puede sucederle.
- Atsuji reprueba el examen de ingreso a la universidad y su padre decide enviarlo al ejército.
- Miho llama por teléfono a una pastelería y pide un pastel navideño, les dicen que al día siguiente en la mañana llegará el repartidor con el envío.
- Atsuji es poseído y ataca a su familia.
- Akane percibe un poder negativo que viene de la casa de Mirai pero no puede salvarla.
- Atsuji asesina a Isobe, la abuela Haru, Miho, Atsuko (en ese orden) y va a buscar a Mirai.
- Fumiya recibe un encargo para dejar un pastel en Nishiogi, el barrio de la casa de Atsuji.
- Mirai se encierra en su habitación pero Atsuji la encuentra y la decapita, metiendo su cabeza en su mochila y pide un taxi.
- Hajime Kashiwagi es el taxista que recoge a Atsuji, a pesar de hacerle conversación, el homicida no habla.
- Fumiya llega a la casa y toca la puerta pero nadie le abre, por lo que decide entrar a ver que sucede.
- Hajime deja a Atsuji en un parque, donde se suicida ahorcándose en un árbol, desatando la maldición.
- Fumiya encuentra los cadáveres de la familia Kentaro y trata de llamar a la policía pero "La dama de blanco" lo sorprende.
- Fumiya logra escapar y llama a la policía, que realiza el levantamiento de cadáveres.
- Makabe y Yasukawa llegan al lugar para investigar que paso en esa casa.
- Chiho es avisada de que su novio esta intervenido por la policía y va a verlo.
- Al día siguiente, Hajime lleva a Akane a la escuela, esta encuentra una mancha pegajosa en el asiento trasero y Hajime trata de limpiarlo después de dejarla en la escuela.
- Makabe y Yasukawa van a la central de taxis a preguntar por Hajime para interrogarlo por llevar a Atsuji hasta el parque donde se suicidó.
- Hajime encuentra una bolsa con una cabeza (que resulta ser Mirai) y se asusta,  "La dama de blanco" lo sorprende por detrás y lo mata rompiéndole los huesos.
- Chiho llega a la comisaría donde está Fumiya y lo lleva a su departamento para que se tranquilice.
- Akane se entera de que su padre ha sido asesinado.
- Fumiya ve que "La dama de blanco" lo persigue y con un cuchillo la apuñala, pero resulta que todo era una visión y apuñalo a Chiho, a pesar de esto, Fumiya la apuñala para asegurarse que ha muerto. Probablemente "La dama de blanco" lo mató luego de eso.
- Makabe desaparece, por lo que Yasukawa abandona el caso.
- Siete años después, Akane, a pesar de tener poderes extrasensoriales, nunca pudo sentir la presencia de su padre cerca de ella. En la escuela, se reúne con sus amigas, Miyuki y Ayami para jugar a la ouija y contactar con el espíritu de Hajime.
- Kawabato, un joven detective, está examinando unos archivos cuando una grabación aparece delante de su escritorio.
- Mientras jugaban a la ouija, Akane logra contactar con el espíritu de Mirai, que aparece al lado de Ayami. Las chicas huyen asustadas.
- Yasukawa entra a ver a Kawabato y escucha parte de la grabación que estaba oyendo y la destruye.
- Akane se va a su casa y deja a sus amigas, quienes la tratan mal por lo sucedido. Ayami le dice a Miyuki que la espere pues olvidó algo en el salón de clases. Ahí probablemente fue asesinada por "La dama de blanco".
- Yasukawa lleva a Kawabato a la terraza del edificio y le cuenta que años atrás, su compañera Makabe desapareció cuando escuchó una cinta parecida (dicha cinta contiene las palabras de Atsuji y Mirai al morir) y que ya no se entrometa más en ese caso olvidado.
- Miyuki va al baño de mujeres, donde es sorprendida por "La dama de blanco" que la asesina.
- Kawabato no hace caso a Yasukawa y sigue investigando sobre el caso de la familia Kentaro, cuando la grabación vuelve a aparecer delante de él y se reproduce sola esta vez. Kawabato se asusta y "La dama de blanco" lo mata.
- Akane llega a su departamento donde comienza a sentir una presencia y en un rincón aparece Mirai que la llama por su nombre. Akane le dice que la perdone por no salvarla de Atsuji y cierra los ojos por un momento. Al abrirlos se da cuenta de que Mirai ha desaparecido y ha dejado el oso de peluche que siempre llevaba con ella, dejando en claro que perdona la vida de quien fue su mejor amiga en la niñez.

## Muertes (en orden de aparición)
| Personaje | Asesino           |
| --------- | ----------------- |
| Hajime    | La dama de blanco |
| Miyuki    | La dama de blanco |
| Chiho     | Fumiya            |
| Kawabato  | La dama de blanco |
| Kentaro   | Atsuji            |
| Haru      | Atsuji            |
| Miho      | Atsuji            |
| Atsuko    | Atsuji            |
| Mirai     | Atsuji            |
| Atsuji    | Se suicida        |

- Si bien se sabe que Akane sobrevivió, no se sabe si también sobrevivieron Ayami, Fumiya y Yasukawa, ya que en ningún momento se reveló el desenlace de estos. Probablemente hayan sido asesinados fuera de cámara.